# Heather Kuzmich
Heather Kuzmich, sinh ngày 19 tháng 4, 1986 tại Valparaiso, Indiana là một sinh viên khoa mỹ thuật. Hiện đang sống tại Chicago, Illinois. Tại đây cô theo học ngành thiết kế đồ hoạ trò chơi điện tử. Nổi lên từ chương trình America's Next Top Model, Cycle 9 trong vai trò là thí sinh xếp thứ năm, hiện tại cô cũng đang theo đuổi sự nghiệp người mẫu. Trong quá trình ghi hình chương trình, Heather Kuzmich đã bộc lộ những biểu hiện khác thường của người mắc hội chứng Asperger và ADHD.

## Cuộc sống riêng
Heather được chẩn đoán là mắc phải hội chứng Asperger lúc lên 15 tuổi (và cô đã kể nhầm cho Tyra trong chương trình ANTM' là cô mắc lúc 13 tuổi), khi ấy cha cô vừa qua đời. Cô nói rằng đó là khoảng thời gian sống rất vất vả với cô. Sống cùng với căn bệnh này, khó khăn nhất với Heather là kĩ năng giao tiếp và kết thân với những người xung quanh.

## Tham giaAmerica's Next Top Model
Kuzmich là một trong năm thí sinh cuối cùng của America's Next Top Model, Mùa thi 9. Từ lúc tham gia chương trình, cô đã bị các thí sinh khác trêu ghẹo và đem những chuyện về cô ra bàn luận. Tuy nhiên, Heahther cho rằng "họ không thường lấy tôi ra làm trò hề" ("they didn't make fun of me that much") và chủ nhiệm chương trình đã không đồng ý phát sóng những cảnh khá hơn.
Theo Heather Kuzmich, cô luôn muốn làm người mẫu nhưng lại ngại đăng ký tham gia. Một người bạn thân đã cố lôi kéo cô xem mùa thi thứ 7 và thuyết phục cô đăng ký.
Hành trình người mẫu của cô bắt đầu khi được gọi tên trở thành thí sinh chính thức của chương trình. Thoạt đầu, mọi người đều cho rằng cô sẽ sớm bị loại khỏi cuộc chơi vì nhiều điểm bất bình thường, nhưng mọi thứ đã thay đổi khi cô đã làm cho hội đồng giám khảo kinh ngạc với cách tạo dáng hình phễu rất ấn tượng ở tuần thi thứ năm. Nhưng Heather đã bị các giám khảo chỉ trích vì đây là phần tạo dáng riêng và không nêu cao được chủ đề tuần thi yêu cầu, cô đã bị xếp trong nhóm áp cuối. Cũng với những lời phê bình đó, ở tuần thi kế, trong khi các thí sinh khác diễn tả nguyên liệu tái chế thì Heather (vỏ lon nhôm) chỉ tạo dáng và hướng mặt về trước khiến bàn giám khảo bùng lên nhiều luồng ý kiến trái ngược vì gương mặt trong ảnh rất rạng ngời. Tiếp đó, trong clip nhạc, Enrique Iglesias đã bị ánh nhìn của Heather và Lisa hút hồn, do đó anh quyết định chọn hai thí sinh này vào các góc quay chính, cả hai đều nhận được nhiều lời khen và được gọi tên đầu tiên.
Nhưng dù có những bức ảnh chụp hoàn mỹ, Heather vẫn không tránh khỏi những tác động mà căn bệnh của cô gây ra. Hội chứng Asperger khiến cô giao thiệp với bạn bè trong nhà rất khó khăn, dẫn tới việc cô luôn bị họ dè bĩu. Trong thử thách tuần chín, cô không hoàn thành tốt phần dẫn chương trình và nó gián tiếp ảnh hưởng đến cảm xúc chụp ảnh trong tuần của cô. Tyra Banks nhấn mạnh rằng những bức ảnh cô chụp rất tốt, và đó cũng là yếu điểm lớn nhất của cô.
Tuần thi 10 các thí sinh được du ngoạn đến Trung Quốc, Heather Kuzmich một lần nữa gặp rắc rối trong đoạn phim quảng cáo của CoverGirl Queen Collection. Mr Jay nhận xét: cô ta đẹp, nhưng chẳng nói ra hồn câu nào cả cho dù tôi bón từng chữ rất rất chậm. Kết quả, cô rơi vào nhóm không an toàn cùng với Lisa.
Giám khảo tạo thêm cơ hội cho cô sửa đổi mình, nhưng cô vẫn rơi vào nhóm không an toàn một lần nữa. Đó là vì trong chuyến đi gặp cái nhà thiết kế thời trang ở Thượng Hải, cô chỉ tìm được duy nhất một trong khi các thí sinh khác tìm được ít nhất ba-bốn người. Nhà thiết kế cho rằng cô có lợi điểm về vẻ ngoài và ảnh chụp rất khá, nhưng lại chê trách dáng đi cũng như ánh mắt dè dặt với người tiếp chuyện. Do bị lạc taxi nên Heather xin đi nhờ xe của Jenah Doucette, nhưng Jenah một mực từ chối và viện lý do trái với luật thi. Kết quả hai thí sinh có hình chụp tốt nhất tuần rơi vào nhóm không an toàn, gồm: Heather và Jenah, cả hai đều thiếu khả năng giao tiếp tốt. Và Heather bị loại.
Trong suốt chương trình, Heather Kuzmich giành được chín bình chọn làm CoverGirl của Tuần từ phía khán giả (8 tuần thi và một tuần sau khi bị loại) trở thành thí sinh có số tuần giữ danh hiệu nhiều nhất trong lịch sử ANTM cùng với Naima Mora, người chiến thắng mùa thi 4.
Cô tái xuất chương trình ở mùa thi thứ mười hai. Đoạn phim này do CoverGirl thực hiện mang tên 'Top Model bứt phá', dùng để vinh danh những người mẫu xuất thân từ chương trình hiện có vị thế trong làng người mẫu thế giới và trong nước.

## SauAmerica's Next Top Model

### Sự nghiệp người mẫu
Heather đã và đang hợp tác với Elite Model Management Chicago . Trong mùa thi thứ 9, cô đã chiến thắng thử thách và giành giải thưởng là cơ hội hợp tác đặc biệt với đạo diễn nghệ thuật tài ba Mary J. Blige trong quảng cáo của thương hiệu Carol's Daughter..
Tháng 7 2008, Heather tham gia chụp ảnh chuyên mục Wedding Essentials, được phát sóng trong chương trình MTV's Made, where a young boy with Asperger followed her on set. Heather đã từng tham gia trình diễn cho hãng "Blue Eyed Girl". Cô cũng được chọn làm gương mặt trang bìa của tạp chí Spectrum. Với chương trình ANTM mùa thi 12, cô xuất hiện với tư cách là đại diện của thế hệ người mẫu thành công từ chương trình trong loạt clip Top Model bứt phá.

### Bài viết
Trở về đời thường từ chương trình đào tạo người mẫu hàng đầu ANTM, Heather Kuzmich được mọi người chú ý nhiều hơn vì cô mắc hội chứng Asperger, trong đó có nhiều chương trình đã ngỏ lời mời cô phỏng vấn (như: Good Morning America và một bài viết trên báo The New York Times). Cô dự định vẫn tiếp tục nghiệp người mẫu cùng và việc học hành tại Học viện nghệ thuật Illinois chi nhánh Chicago (Illinois Institute of Art). Gần đây trong một buổi tiệc được ghi hình, Paulina Porizkova nói rằng cô thích típ người mẫu như Heather. Kuzmich xuất hiện trên tạp chí People (tạp chí) hai lần, một lần vào tháng 10 năm 2007 và lần thứ hai vào tháng 12 cùng năm. Cô là một trong chín thí sinh được mời tái ngộ chương trình ANTM trong tập phim đặc biệt mang tên America's Next Top Model: Exposed, trong thời điểm ghi hình cô dần kết thân với Jael Strauss của mùa thi trước. Với chương trình The Tyra Banks Show, cô xuất hiện hai lần: một lần trong tập "Where are they now?" và lần còn lại trong lễ trao giải Fiercee. Cô dự định sẽ chuyển đến sinh sống tại New York để đeo đuổi nghề người mẫu.